# Jordanita carolae
Jordanita carolae là một loài bướm đêm thuộc họ Zygaenidae. Nó được tìm thấy ở tây nam dãy núi Atlas ở Maroc trên độ cao từ 1.000 đến 1.500 mét.
Chiều dài cánh trước là 8,2-9,1 mm đối với con đực and 8-8,5 mm đối với con cái. Con trưởng thành bay từ cuối tháng 4 đến cuối tháng 5.
Ấu trùng có thể ăn Echinops spinosus. Khi lớn hẳn, chúng ăn lá cây nơi chúng làm tổ.